# Пероральний прийом лікарських засобів
Пероральний прийом лікарських засобів — застосування ліків через рот (лат. per os, неправильно per orem) шляхом проковтування лікарського засобу.

## Застосування
Пероральний прийом лікарських засобів є найприроднішим та найпоширенішим способом введення ліків. Перорально застосовують близько 75 % ліків, які мають здатність всмоктуватися у шлунково-кишковому тракті протягом 1-3 годин. Пероральний шлях застосування є одним із видів ентерального шляху введення лікарських засобів, до якого належать також сублінгвальне, буккальне та ректальне введення лікарських засобів. Перевагою перорального шляху застосування лікарських засобів є те, що після прийому лікарські засоби проходять через два природних бар'єри — слизову оболонку шлунково-кишкового тракту та печінку. Ефективність перорального способу застосування ліків залежить як від фармакокінетичних параметрів лікарського препарату — фізико-хімічних властивостей, швидкості всмоктування та часу досягнення максимальної концентрації, періоду напіввиведення препарату; так і від фізіологічних властивостей організму — зміни pH у різних відділах травної системи, площі поверхні, із якої всмоктуються лікарські засоби, перфузії тканин травної системи, виділення жовчі та слизу, властивостей мембран клітин епітелію органів травної системи та інших фізіологічних процесів у травній системі. Ефективність перорального прийому також залежить від прийому їжі. Для більшості лікарських препаратів характерно зниження біодоступності під час прийому їх із їжею, але для частини препаратів біодоступність при прийомі їх із їжею може підвищуватися.
Перорально лікарські засоби найкраще приймати згідно інструкції, у стоячому положенні, та запити ліки водою (за умови, що немає інших вказівок у інструкції до ЛЗ). Це пов'язано з тим, що до їжі ще не встигли виділитися соки травної системи, які б могли зруйнувати хімічну структуру препарату, а запивати водою ліки слід для того, щоб лікарський препарат у менше подразнював слизову оболонку шлунку. Прийом ліків у стоячому положенні рекомендується для уникнення затримки лікарського препарату в стравоході.
При пероральному прийомі лікарський засіб послідовно проходить ротову порожнину, стравохід, шлунок, дванадцятипалу кишку та інші частини тонкої кишки. Початок дії ферментів травної системи починається вже в ротовій порожнині, тому велика кількість лікарських препаратів для перорального прийому покриті спеціальною оболонкою, яка перешкоджає впливу на них ферментів слини. Окрім цього, не рекомендується розжовувати препарати для перорального прийому. Препарати, покриті спеціальною оболонкою, стійкою до дії ферментів слини та шлунку, не підлягають також поділу на частини.
Створені також лікарські препарати у вигляді ородиспергуючих таблеток, які є стійкими до дії ферментів травної системи та забезпечують швидке всмоктування препарату і швидкий початок його терапевтичної дії, найчастіше у ротовій порожнині. Процес засвоєння частини лікарських засобів починається у шлунку. Тривалість процесу всмоктування лікарських засобів у шлунку залежить від кислотності шлункового соку, стану слизової оболонки шлунку та часу спорожнення шлунку. Зі шлунку ліки надходять у дванадцятипалу кишку, де під впливом дуоденального та панкреатичного соку та компонентів жовчі продовжується засвоєння лікарських препаратів. Після дванадцятипалої кишки лікарські засоби надходять у тонку кишку, де завершується процес всмоктування лікарських засобів. Більшість препаратів всмоктуються саме у тонкій кишці, чому сприяє висока площа всмоктування (400—500 м²). Підвищене всмоктування у тонкій кишці досягається також за рахунок складок слизової оболонки і великої кількості ворсинок на слизовій оболонці. Швидкість всмоктування препарату залежить також від інтенсивності кровопостачання кишки у зоні всмоктування. Компоненти кишкового соку сприяють також розчиненню оболонок лікарських препаратів, які не розчиняються у ротовій порожнині та шлунку.

## Форми лікарських засобів для перорального застосування
Для перорального застосування лікарські засоби випускаються у різноманітних формах. Це таблетки, капсули та мікрокапсули, пілюлі, драже, порошки, розчини, суспензії, сиропи, емульсії, настої, відвари, гранули, краплі та інші форми випуску ліків. Для покращення всмоктування основних дієвих речовин лікарських засобів створено технології для покращення цього процесу. До них належать пресування таблеток, покриття таблеток або інших лікарських засобів кислотостійкою плівкою та створення терапевтичних пероральних систем у вигляді таблетки для рівномірного вивільнення активних компонентів лікарського засобу у шлунково-кишковому тракті. Кероване вивільнення лікарських речовин може також досягатися за рахунок створення мікрокапсул із препаратом, покритим спеціальною речовиною (полімером), що повільно розчиняється під впливом соків травної системи та забезпечує рівномірне надходження препарату в шлунково-кишковий тракт шляхом дифузії лікарської речовини через мембрану капсули.

## Переваги та недоліки перорального застосування лікарських засобів
Перевагами перорального застосування лікарських засобів є проходження ліками та їх метаболітами перед всмоктуванням у кров двох природних бар'єрів — слизової оболонки шлунково-кишкового тракту та печінки, на мембранах яких проходить вибіркова фільтрація речовин, що потрапляють у організм. Окрім цього, цей спосіб введення лікарських речовин є найбільш фізіологічним, простим — не потребує допомоги медичного персоналу, та має меншу кількість побічних ефектів, які можуть спостерігатися при парентеральному застосуванні лікарських засобів. При пероральному застосуванні всмоктування препарату відбувається повільніше, чим при парентеральному застосуванні, що також зменшує кількість побічних ефектів ліків. Частина препаратів для перорального застосування, що погано всмоктуються у шлунково-кишковому тракті, використовуються для місцевої дії у просвіті шлунково-кишкового тракту (протиглистні засоби, частина антибактеріальних, протигрибкових, антацидних засобів), що також зменшує ймовірність системних побічних ефектів цих препаратів.
Недоліками перорального застосування лікарських засобів є те, що частина препаратів (наприклад інсулін або стрептоміцин) при пероральному прийомі руйнується ферментами травної системи, і тому неможливе їх застосування per os. Окрім того, перорально не можна застосовувати препарати із місцевою подразливою дією, або препарати, при розпаді яких утворюються токсичні або неактивні метаболіти. Недоліком перорального застосування є те, що на дію препарату впливає прийом їжі та особливості біохімічних реакцій організму конкретної людини. Факторами, що впливають на ефективність лікарських засобів є також прийом інших препаратів, вік пацієнта та стан його ферментативної активності. При пероральному прийомі лікарські засоби всмоктуються повільніше, що унеможливлює застосування перорального введення препаратів при наданні невідкладної допомоги. Перорально лікарські препарати не застосовують також хворим без свідомості, при блюванні, психічно хворим, при застійних явищах у великому колі кровообігу та у маленьких дітей. Для правильного вибору шляху введення лікарського препарату слід враховувати мету призначення лікарського засобу, стан фізіологічних функцій організму, характер основного та супутніх захворювань пацієнта та прихильність пацієнта до обраного способу лікування.